# Теленгиты

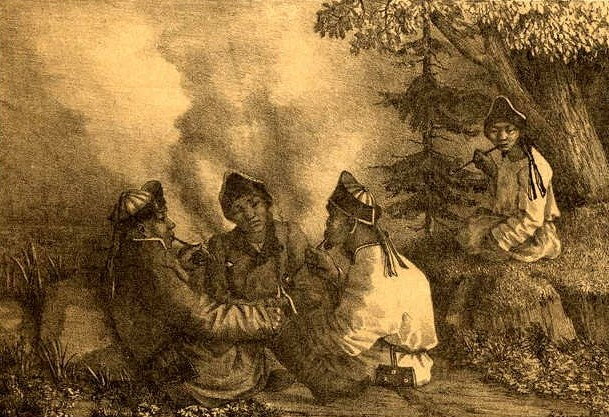
П. Кашаров - Группа телеутов (теленгитов) (1889)

Теленги́ты (иногда как телесы — ср. Телецкое озеро) — тюркский коренной малочисленный народ России, проживающий в Республике Алтай России.

## История

### Происхождение
Теленгиты традиционно считаются потомками древних тюркоязычных телесских племён (динлин, гаогюй). В этногенетическом плане древние племена теле сопоставляются Л. П. Потаповым с телеутами, теленгитами и телесами.
При этом существует мнение о монгольском происхождении племён теле. Согласно Н. Я. Бичурину, динлины (дили) и гаогюй имели монгольское происхождение. По его мнению, гаогюй вначале прозывались дили и позже были прозваны гаогюйскими динлинами.

### Период Теленгитского Княжества
В VI веке теленгиты попали под влияние Восточно-тюркского каганата.
Около X века теленгиты образовали Теленгитское княжество. В позднее время этим государством управляли люди из династии Мундус. С 1713 по 1717 годы происходило переселение теленгитов в глубь Джунгарии, что положило конец существованию единого, отдельного и самостоятельного княжества.

### Период Чуйских Волостей
После распада Теленгитского княжества вышло две волости: Первая Чуйская Волость (Тёлёсский Оток) и Вторая Чуйская Волость (Кёбёкский Оток). Первая находилась на территории современного Улаганского района, поэтому коренные жители называют себя «Улаан-улус» или «Тёёлёс-улус», а вторая на территории Кош-Агачского района и местные теленгиты называют себя «Чуй-улус». Этими волостями управляли люди из династии Тёлёс и Ак-Кёбёк (происходит от енисейских киргизов) соответственно. В период Третьей ойратско-маньчжурской войны, а именно в 1756 году, теленгиты этих отоков стали платить дань Цинской Империи, в отличие от алтайцев, которые в том же году вошли в состав России.

### Вхождение в состав России
Летом 1864 года в Кош-Агач впервые приезжает томский губернатор Герман Густавович Лерхе в сопровождении с М. В. Чевалковым. Губернатор приехал на столь далёкие земли для агитации о вхождении в состав России чуйских и улаганских теленгитов. За год до этого Чевалков лично приезжал к князю Второй Чуйской Волости Чычкану Тёсёгёшеву для обсуждения этого вопроса, и тогда зайсан дал слово, что обдумает это предложение и обсудит его с «лучшими людьми» своей волости. Оба княжества приняли единогласное решение и 10 октября 1864 года в состав Российской Империи входит Первая Чуйская Волость во главе с князем Тадышем, а 12 января (25 января) 1865 года входит Вторая Чуйская Волость во главе с князем Чычканом.

### Новейшее время
Во время Великой Отечественной войны теленгиты были «объединены» с алтайцами и лишь в 2000 году теленгиты были отнесены к коренным малочисленным народам Российской Федерации (Постановление Правительства Российской Федерации № 255 от 24 марта 2000 г.). Всероссийская перепись населения 2002 года учла их отдельной народностью со своим языком, а Всероссийская перепись населения 2010 года — субэтносом в составе алтайцев, но при этом теленгиты остались в «едином перечне коренных малочисленных народов Российской Федерации». Также стоит отметить, что по словам Сергея Очурдяпова (правнука последнего князя Второй Чуйской Волости Кудайбергена-Павла Очурдяпова) в середине двухтысячных годов на территории Республики Алтай проживало около 17-18 тысяч теленгитов.

## Язык
Язык теленгитов — теленгитское наречие южно-алтайского языка, которое относится к киргизско-кыпчакской группе тюркских языков.
А. С. Шабалов полагает, что теленгиты и их предшественники дили и гаогюй первоначально говорили на разновидности монгольского языка.

## Расселение

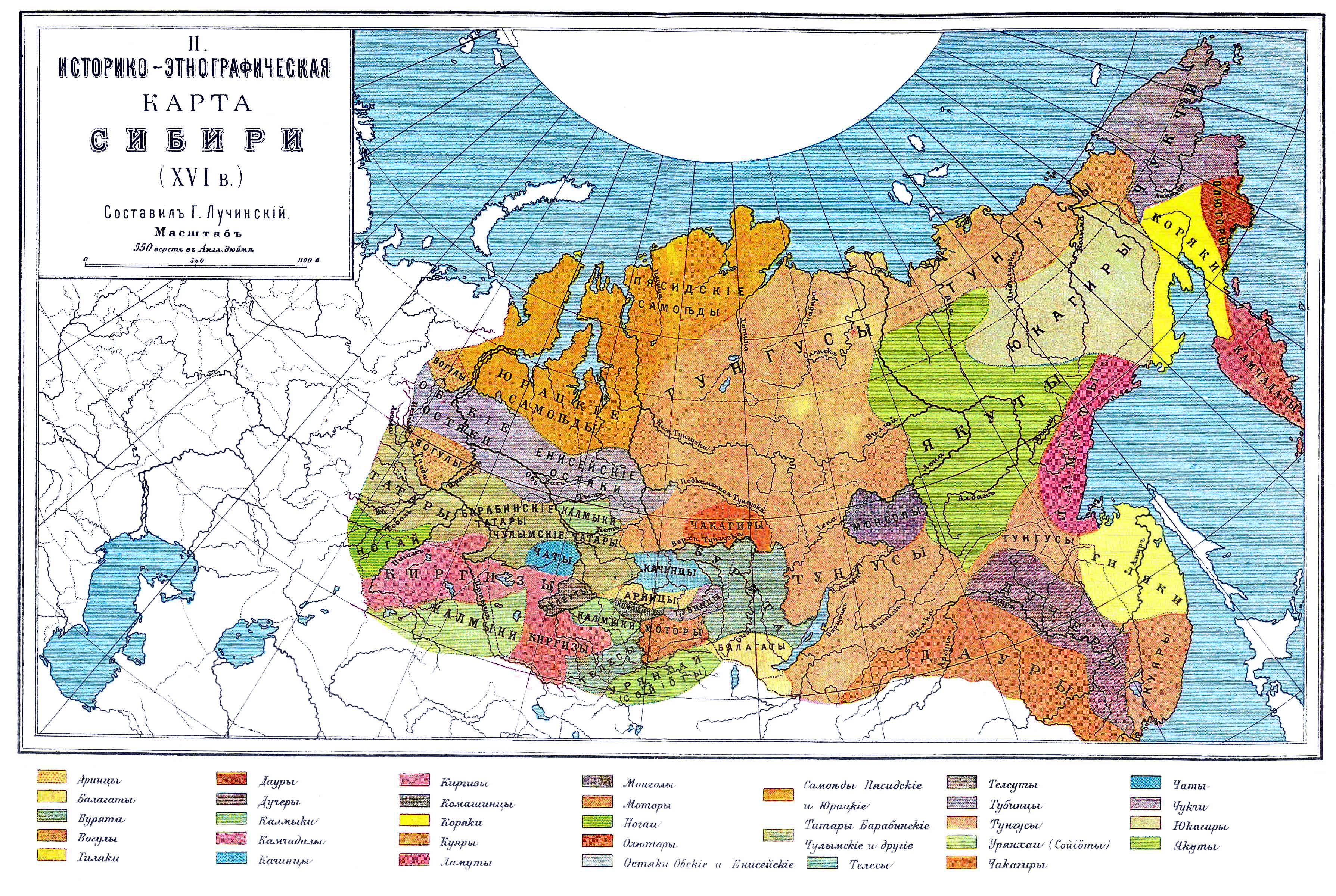
Телесы в XVI веке на карте Г. Лучинского

В настоящее время теленгитами считают себя в основном коренные жители южных районов Республики Алтай: Улаганского муниципального района (к югу от Телецкого озера вдоль впадающей в него реки Чулышман с её притоком Башкаус) и Кош-Агачского муниципального района (в долине реки Чуя).
По переписи населения 2002 года численность теленгитов в Республике Алтай составляла 2,4 тыс. человек. Вместе с тем сами теленгиты оценивают свою численность не менее чем в 15 тыс. человек. В 2004 г. была создана федерация теленгитов.
Численность теленгитов в населённых пунктах в 2002 г.:
Республика Алтай:
- село Улаган: 510 чел.;

- село Балыктуюль: 394 чел.;

- село Балыкча: 305 чел.;

- село Саратан: 232 чел.;

- село Коо: 191 чел.;

- село Язула: 105 чел.

## ДНК
По аутосомным ДНК ближе к алтай-кижи. По Y-хромосоме преобладает гаплогруппа R1a. По данным изучения Y-хромосомных гаплогрупп, теленгиты входят в восточно-евразийский кластер.